# SARSコロナウイルス2-アルファ株

2021年3月25日時点でアルファ株の症例が確認されている国・地域（GISAID発表）
凡例:
確認症例数 10,000+
確認症例数 5,000–9,999
確認症例数 1,000–4,999
確認症例数 500–999
確認症例数 100–499
確認症例数 2–99
確認症例数 1
確認症例数 0 / またはデータなし

SARSコロナウイルス2-アルファ株（サーズコロナウイルスツー アルファかぶ、英語: SARS-CoV-2 Alpha variant、別名: 系統 B.1.1.7、20I/501Y.V1〈旧 20B/501Y.V1〉、UKコロナウイルス変異株、VOC‑20DEC‑01〈旧表記: VOC-202012/01〉）は、新型コロナウイルス感染症 (COVID-19) の原因ウイルスとして知られるSARSコロナウイルス2 (SARS-CoV-2) の変異株である。後述のとおりイギリスで最初に検出されたことから、日本では通称イギリス型変異株として知られている。
世界保健機関（WHO）は懸念される変異株（VOC）に指定し、WHOラベルではアルファ株（Alpha variant）に分類していたが、2022年4月時点でVOCから除外されている。
N501Y変異があり、元のSARS-CoV-2よりも感染率が36 %から75 %高く、また死亡率も30 %程度高いとする指摘がある。一方、発表された数値では有意差があるとは判断できないとする意見もある。

## 経緯
イギリスで2020年11月、COVID-19の流行拡大中の9月に採取されたサンプルから検出された。12月中旬までに急速に広がり、同国での感染拡大と相関している。ウイルスのスパイクタンパク質の1つまたは複数の変化によるものと考えられている。この亜種は、通常見られるよりも多くの変異があることでも注目に値する。
2021年2月2日、イングランド公衆衛生庁（PHE）は「E484K変異を持つごく少数の2020/12/01変異株ゲノム」を検出したと報告し、これを「Variant of Concern 202102/02（VOC-202102/02）」と命名した。この変異株は南アフリカとブラジルの亜種にも存在し、ワクチンの有効性を低下させる可能性があるとしている。

## 名称

### 命名
科学分野においては、変異株は当初、PHEによって「2020年12月の調査中の最初の変異株」を意味する「Variant Under Investigation 202012/01（VUI–202012/01）」と命名されたが、同年12月21日にPHEが発行した報告書において「Variant of Concern 202012/01（VOC-202012/01）」に再分類された。 
また、系統名では系統 B.1.1.7（lineage B.1.1.7）と命名された。2021年5月末、WHOは懸念される変異株（VOC）や注目すべき変異株（VOI）にギリシャ文字を使用する新しい方針を導入した後、系統 B.1.1.7に対しアルファ（α:Alpha）のラベルを割り当てた。

### その他の呼称
イギリス政府およびメディアの報道では「UK COVID-19 variant」、「UK coronavirus variant」、「the new variant」と呼ばれ、特にイギリス外では「UK variant」や「British variant」と呼ばれる場合もある。また、変異株が発見された場所であるケントにちなんで「Kent variant」と呼ばれることもある。

## 検出

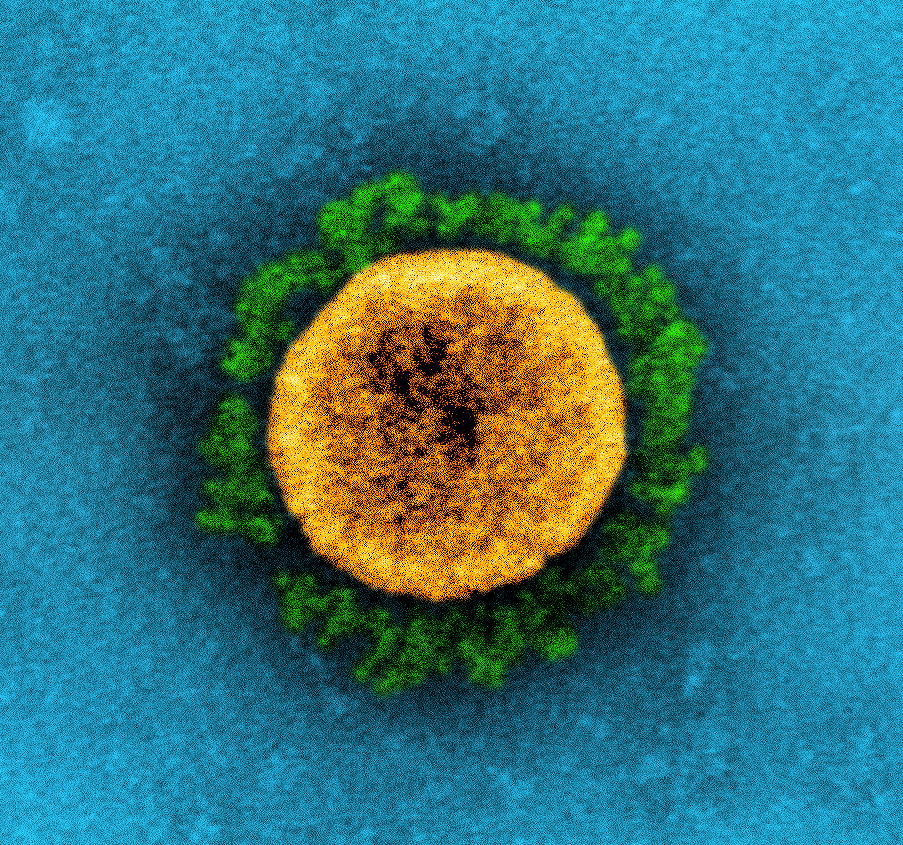
アルファ株の疑似着色した透過型電子顕微鏡写真。変異株の感染力の増加は、緑色で示したスパイクタンパク質の構造変化に起因すると考えられている。

アルファ株（系統B.1.1.7）は、ゲノムデータと、国による規制にも関わらずケントにおける感染率が低下していないという知見を組み合わせることにより、2020年12月初旬に最初に検出された。B.1.1.7に属する2つの最も初期のゲノムは、2020年9月20日にケントで収集され、もう1つは同年9月21日にグレーターロンドンで収集された。これらの配列はGISAID配列データベースに登録された（それぞれ配列アクセッションEPI_ISL_601443およびEPI_ISL_581117）。
遺伝的証拠を用いた後方追跡では、B.1.1.7が2020年9月に出現し、11月中旬まで市中で非常に低いレベルで循環したことを示唆している。変異株に関連する症例の増加は、PHEがケントにおける感染率が低下しなかった理由を調査していた11月下旬に最初に明らかになった。その後PHEは、この変異株に関連したクラスターがロンドンとエセックスにおいて急速に広がっていることを発見した。
また、主にイギリスで使用されているRT-PCR検査の一種であるサーモフィッシャーサイエンティフィックの「TaqPathCOVID-19」も重要であった。この検査は3つの場所でRNAと一致し、B.1.1.7のスパイクタンパク質のHV 69–70の欠失（スパイクタンパク質のそれぞれ69位と70位のヒスチジンとバリンの欠失）により、スパイク遺伝子の機能を停止した。これにより、ゲノム配列決定によってどの症例がB.1.1.7であったかをよりよく疑うことができるため、予備的な同定が容易になった。
変異株は慢性的に感染した免疫不全の人に由来している可能性があり、ウイルスの増殖と進化に長い時間がかかることが示唆されている。

## 特徴

### 変異

スパイクタンパク質に焦点を当てたSARS-CoV-2のゲノムマップ上にプロットされたアルファ株のアミノ酸変異。

### 遺伝学
COVID-19 Genomics UK（COG-UK）コンソーシアムによると、SARS-CoV-2はスパイクタンパク質だけで4,000以上の変異が検出されているとしている。
系統B.1.1.7は、14種類の非同義変異、3種類の欠失、および6種類の同義変異（すなわちタンパク質が変化する17種類の変異と、変化しない6種類の変異）の、計23種類の変異が定義されている。

### 迅速抗原検査の効果
SARS-CoV-2のいくつかの迅速抗原検査は、COVID-19の診断のために世界中で広く使用されている。それらは、大量検査プログラムの一環として多数の症例を迅速に特定する手段を提供することにより、ウイルス伝播の連鎖を止めるのに役立つと考えられている。B.1.1.7の出現によって、当初は迅速検査がそれを検出しない可能性があるという懸念があったが、PHEは、イギリスで評価および使用された迅速検査が変異株を検出すると判断した。

### ワクチンの効果
2020年後半の時点で、いくつかのCOVID-19ワクチンが展開されているか、開発中となっている。
しかし、さらなる突然変異が起こると、ワクチン開発を変更する必要があるかどうかについての懸念が生じた。SARS-CoV-2は、例えばインフルエンザウイルスほど早く変異せず、2020年末までに有効であることが証明された新しいワクチンは、必要に応じて調整できるタイプとされる。同年末の時点で、ドイツ、イギリス、アメリカの保健当局と専門家は、既存のワクチンがB.1.1.7に対しても従来の変異株に対しても同様に効果的であると考えている。
NERVTAGは2020年12月18日の時点で、「現在、免疫回避について結論を出すにはデータが不十分である」と判断した。一方、PHEは同年12月20日の時点で、新しい変異株が現在イギリスのワクチン接種プログラムで使用されているファイザー-バイオンテックワクチンに耐性があり、人々が引き続き保護されるべきであることを示唆する「証拠はない」ことを確認した。

## 感染拡大

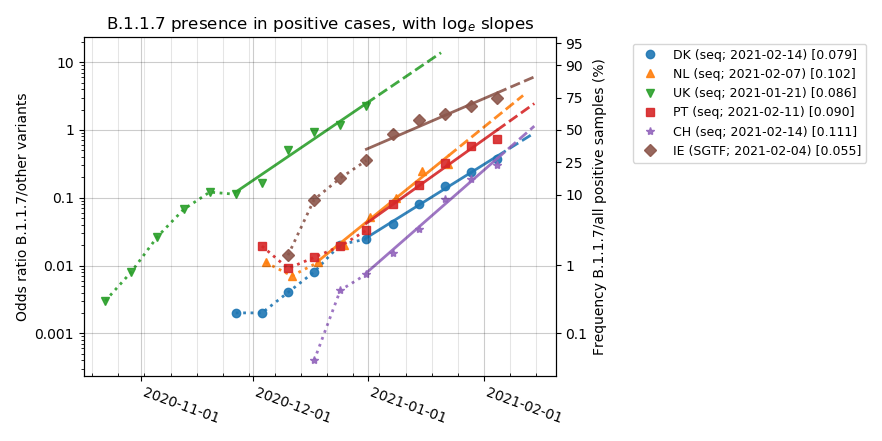
デンマーク・オランダ・英国・ポルトガル・スイス・アイルランドの全てのコロナウイルス陽性サンプルにおけるアルファ株（系統B.1.1.7）割合の拡大を、対数スケールで成長曲線を決定した。括弧で示された傾斜は、1日あたりの相対的な指数成長率（例えばデンマークでは1日あたり7.6%）である。

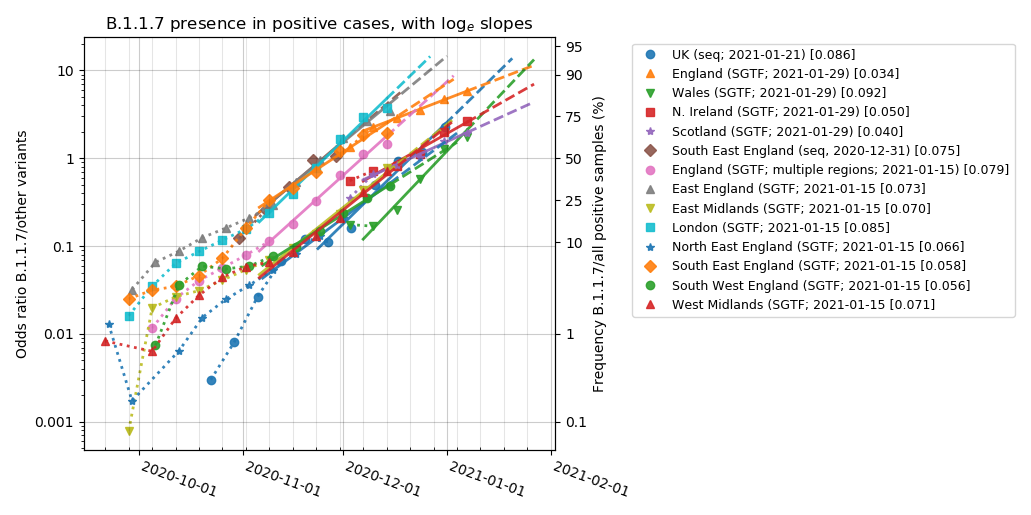
イギリス、イギリス内の国々、およびイングランドの各地域のコロナウイルス陽性サンプルにおけるアルファ株（系統B.1.1.7）割合の拡大を、対数スケールで成長曲線を決定した。括弧で示された傾斜は、1日あたりの相対的な指数成長率（例えば英国では1日あたり8.6%）である。

アルファ株（系統B.1.1.7）の症例は、最も一般的に使用される検査がこの変異株と他のSARS-CoV-2変異株を区別せず、多くのSARS-CoV-2感染がまったく検出されないため、ほとんどの国で過小報告される可能性が高い。RNAシーケンシングは、この変異株の検出に必要であるが、特定の変異株のRT-PCR検査は、アルファ株の代替検査として、または全ゲノムシーケンシングを行う前に、補足的な最初のスクリーニングテストとして使用することができる。
2021年3月23日の時点で、アルファ株は241の国と地域のうち125か国・地域（194のWHO加盟国のうち104か国）で検出されており、市中感染の存在を報告した国もあれば、これまでのところ旅行関連の症例のみを検出している国もある。3月16日の時点で、英国（2020年52週目）、アイルランド（2021年2週目）、ブルガリア（4週目）、スロバキア（5週目）、イスラエル（5週目）、ルクセンブルグ（5週目）、ポルトガル（6週目）、デンマーク（7週目）、オランダ（7週目）、ノルウェー（7週目）、イタリア（7週目）、ベルギー（7週目）、フランス（8週目）、オーストリア（8週目）、スイス（8週目）、リヒテンシュタイン（9週目）、ドイツ（9週目）、スウェーデン（9週目）、スペイン（9週目）、マルタ（10週目）、ポーランド（11週目）の21か国で主要なCOVID-19変異株となった。レバノンでは、新しい変異株の出現と急速な拡大が検出されており、SARS-CoV-2の感染強度と1月の最初の12日間の新しい変異株の頻度との間に関係が認められている。2月以降、アルファ株はレバノンの主要な変異株となった。
同年2月時点で、南米、中米、アフリカ、中東（イスラエルを除く）、アジア、オセアニアのいずれの国も、COVID-19陽性の中でアルファ株の検出シェアに関するデータの報告はなかった。

### イギリスでの感染拡大
最初の症例は、イギリスのロンドンまたはケントで2020年9月中旬に起こった可能性が高いとされる。2020年12月13日現在、イギリスでは約60の自治体でこの変異株が1,108件確認された。これらの症例は主にイングランドの南東部であった。この変異株はウェールズとスコットランドでも確認されている。11月までに、ロンドンのCOVID-19パンデミックの症例の約4分の1が新しい変異株によって引き起こされ、12月までに3分の1になった。12月中旬には、ロンドンの症例のほぼ60%がアルファ株に関与していると推定された。2021年1月25日までに、イギリスの確認された症例数と可能性のある症例数は28,122人に増加した。